# Спасение (картина)
«Спасение» (англ. The Rescue) — картина английского художника-прерафаэлита Джона Эверетта Милле, написанная в 1855 году. Картина входит в коллекцию Национальной галереи Виктории в Мельбурне. На полотне изображён пожарник, спасающий троих детей от пожара в доме и передающий их на руки матери.

## Сюжет и описание
Милле стал свидетелем гибели пожарного во время спасательной операции и решил изобразить момент спасения на этом полотне. Лишь незадолго до этого в Англии пожарные команды были преобразованы из частных предприятий, занимающихся защитой собственности, в государственные учреждения, которые в первую очередь спасали жизнь людей.
Милле стремился создать правильные эффекты света и дыма, используя лист цветного стекла и сжигая деревянные доски. Этот акцент на мимолётных эффектах цвета и света был новым направлением в его творчестве.
Картина также примечательна поразительными переходами цветов, в частности драматическим эффектом, благодаря которому рукав ночной рубашки матери меняет цвет со сланцево-синего на бледно-розовый. В то время это вызвало множество критических комментариев.
Робин Купер утверждает, что некоторая критика картины возникла из-за того, что на ней изображён мужественный мужчина из рабочего класса, спасающий детей среднего класса, в то время как их отца нигде не видно. Раскрытые объятия матери, кажется, приветствуют этого нового сильного мужчину так же, как и её детей.

## История
Полотно было приобретено у художника Джозефом Арденом (1799–1879) в 1855 году для его коллекция в Рикмансворте (Хартфордшир). В 1879 году была продана на аукционе Christie's в Лондоне и в том же году была куплена Холбруком Гаскеллом (Ливерпуль). В 1909 году попало в коллекцию Чарльза Фэрфакса Мюррея; с 1917 года находилось в галерее Креметти-Маклина (Лондон). В 1923 году была приобретена по совету Фрэнка Риндера для завещания Фелтона и с 1924 года картина в коллекции Национальной галереи Виктории.

## Критика
Милле считал «Спасение» одной из своих величайших картин и выбрал ее в качестве своей заявки на выставку Королевской академии художеств в 1855 году. Она была хорошо принята критиками, которые признали сюжет поразительно современным для Милле. Джон Рёскин считал ее «единственной великой картиной, выставленной в том году».
Робин Купер утверждает, что критика картины возникла из-за того, что на ней изображен мужественный рабочий мужчина, спасающий детей среднего класса, в то время как их отца нигде не видно, а «раскрытые объятия матери, кажется, приветствуют этого сильного нового мужчину так же, как и ее детей».